# Parhippopsicon albicans
Parhippopsicon albicans là một loài bọ cánh cứng trong họ Cerambycidae.